# Thames (Barking y Dagenham)
Thames es una circunscripción electoral del municipio de Barking y Dagenham, en la región y el condado del Gran Londres (Inglaterra). En ella se eligen a tres de los cincuenta y un concejales que forman el Ayuntamiento de Barking y Dagenham.

## Geografía
Según la Oficina Nacional de Estadística británica, River tiene una superficie de 6,68 km². Limita al oeste con el municipio de Newham y al sur con el río Támesis, en cuya otra orilla se ubican los municipios de Bexley y Havering, mientras que al este y al norte linda con otras cuatro circunscripciones de Barking y Dagenham: River, Goresbrook, Eastbury y Gascoigne.

## Demografía
Según el censo de 2001, River tenía 8547 habitantes (47,2% varones, 52,8% mujeres) y una densidad de población de 1279,49 hab/km². El 23,99% eran menores de 16 años, el 69,54% tenían entre 16 y 74, y el 6,47% eran mayores de 74. La media de edad era de 33,94 años. 
Según su grupo étnico, el 79,44% de los habitantes eran blancos, el 2,26% mestizos, el 4,11% asiáticos, el 13,3% negros, el 0,41% chinos, y el 0,48% de cualquier otro. La mayor parte (85,05%) eran originarios del Reino Unido. El resto de países europeos englobaban al 3,42% de la población, mientras que el 6,8% había nacido en África, el 2,96% en Asia, el 1,28% en América del Norte, el 0,16% en América del Sur, el 0,13% en Oceanía, y el 0,19% en cualquier otro lugar. El cristianismo era profesado por el 65,57%, el budismo por el 0,27%, el hinduismo por el 0,7%, el judaísmo por el 0,22%, el islam por el 4,36%, el sijismo por el 1,1%, y cualquier otra religión por el 0,25%. El 17,71% no eran religiosos y el 9,82% no marcaron ninguna opción en el censo.
El 52,72% de los habitantes estaban solteros, el 31,3% casados, el 2,71% separados, el 6,76% divorciados y el 6,51% viudos. Había 3724 hogares con residentes, de los cuales el 32,89% estaban habitados por una sola persona, el 19,6% por padres solteros con o sin hijos dependientes, el 44,65% por parejas (33,75% casadas, 10,9% sin casar) con o sin hijos dependientes, y el 2,85% por múltiples personas. Además, había 51 hogares sin ocupar y 3 eran alojamientos vacacionales o segundas residencias.
La población económicamente activa se situó en 3704 habitantes, de los que un 86,72% tenían empleo, un 9,34% estaban desempleados, y un 3,94% eran estudiantes a tiempo completo.